# بورکهارد کریستف فن مونیش
بورکهارد کریستف فن مونیش  ([Христофо́р Анто́нович Миних] Error: {{Lang}}: متن دارای نشانه‌گذاری ایتالیک است (راهنما)؛ ۹ مهٔ ۱۶۸۳ – ۱۶ اکتبر ۱۷۶۷) یک فرد نظامی اهل آلمان بود.